# Dolichopeza (Nesopeza) circulans
Dolichopeza (Nesopeza) circulans is een tweevleugelige uit de familie langpootmuggen (Tipulidae). De soort komt voor in het Palearctisch gebied.